# Luční
Luční je národní přírodní památka v okrese Tábor. Nachází se v Táborské pahorkatině, 2 km západně od Turovce. Zahrnuje 300 m dlouhou hráz Lučního rybníka. Je součástí přírodního parku Turovecký les. Předmětem ochrany dle vyhlášky Ministerstva životního prostředí č. 149/2014 Sb. ze dne 18. července 2014 (s účinností od 1. srpna 2014) jsou 	 fragment acidofilní doubravy na hrázi rybníka, společenstvo teplomilných hřibovitých (Boletales) a holubinkotvarých (Russulales) hub včetně vzácných a ohrožených druhů a jejich biotopů, společenstvo stenotopních xylosaprofilních a mycetofilních druhů hmyzu, včetně vzácných a ohrožených druhů a jejich biotopů a společenstvo rákosin a příbřežní vegetace rybníka, včetně vzácných a ohrožených druhů a jejich biotopů. NPP Luční se stala v roce 1988 vůbec první vyhlášenou mykologickou rezervací v tehdejším Československu.

## Přírodní poměry

### Mykologie
Na lokalitě od roku 1988 prováděn intenzivní mykologický průzkum. Terén je rozdělen do dvakrát 53 sektorů o rozměrech 10 × 10 či 10 × 20 metrů, které jsou vytyčeny do země zapuštěnými dřevěnými kůly. V rámci sektorů je pravidelně prováděna inventarizace plodnic, v sezóně (květen–říjen) obvykle dvakrát týdně, mimo sezónu dvakrát měsíčně. V osmdesátých a devadesátých letech byla v lokalitě instalována skříňka s termohydrografem, ale v obou případech došlo k jejímu zničení vandaly.
Do roku 2006 bylo v prostoru rezervace zaznamenáno 418 druhů hub, přičemž největší množství (celkem 213 druhů) bylo zachyceno v roce 2002. Naopak nejmenší zaznamenaný počet je 39 druhů, což je výsledek sledování v roce 2003. Nejhojněji jsou zde zastoupeny holubinky (38 druhů), hřibovité (33 druhů), pavučince (25 druhů), ryzce (21 druhů), čirůvky (13 druhů) a muchomůrky (11 druhů). Z velké části se jedná o vzácné druhy, které se navíc v prostoru rezervace Luční vyskytují v poměrně velkém množství.
Z hřibovitých hub se zde vyskytují hřib dubový (Boletus reticulatus), hřib smrkový (Boletus edulis), hřib koloděj (Boletus luridus), hřib kovář (Boletus luridiformis), hřib Le Galové (Boletus legaliae), hřib Špinarův (Boletus spinarii, poprvé popsán právě z této lokality), hřib satanovitý (Boletus satanoides), hřib rudonachový (Boletus rhodopurpureus), hřib žlutonachový (Boletus xanthopurpureus), hřib zavalitý) (Boletus torosus), hřib přívěskatý (Boletus appendiculatus), hřib růžovník (Boletus fuscoroseus), hřib medotrpký (Boletus radicans), hřib Kluzákův (Boletus kluzakii) hřib plavý (Hemileccinum impolitum), hřib pružný (Aureoboletus gentilis), hřib rubínový (Chalciporus rubinus), hřib peprný (Chalciporus piperatus), hřib plstnatý (Xerocomus subtomentosus), hřib osmahlý (Xerocomus ferrugineus), hřib moravský (Xerocomus moravicus, první známá lokalita v Čechách), hřib hnědý (Xerocomus badius), hřib červený (Xerocomellus rubellus), hřib žlutomasý (Xerocomellus chrysenteron) a hřib sametový (Xerocomellus pruinatus).
Z kozáků a křemenáčů jsou to kozák bílý (Leccinum holopus), kozák březový (Leccinum scabrum), kozák topolový (Leccinum duriusculum), křemenáč krvavý neboli dubový (Leccinum aurantiacum) a křemenáč osikový (Leccinum rufum). Další rody zastupují vzácný klouzek žlutý (Suillus luteus) a hřib žlučník (Tylopilus felleus).
K dalším vzácnějším houbám patří šupinovka vroubkovaná (Stropharia albocrenulata), štítovka Thomsonova (Pluteus thomsonii), hvězdovka hnědá , holubinka hájová (Russula decipiens), holubinka citlivá (Russula luteotacta), holubinka ruměná (Russula pseudointegra) a jiné.

## Flóra
Zásadní podmínkou pro zachování těchto vzácných, vesměs symbiotických druhů hub je udržení zapojených stromových porostů na obou stranách hráze. Dominantní dřevinou je dub letní - Quercus robur (stáří některých jedinců je odhadováno na 250 – 300 let), dále je zde podstatně zastoupen topol osika (Populus tremula) a bříza bradavičnatá (Betula pendula), vtroušenými dřevinami jsou např. smrk ztepilý (Picea abies), borovice lesní (Pinus sylvestris), javor klen (Acer pseudoplatanus) atd.

## Galerie

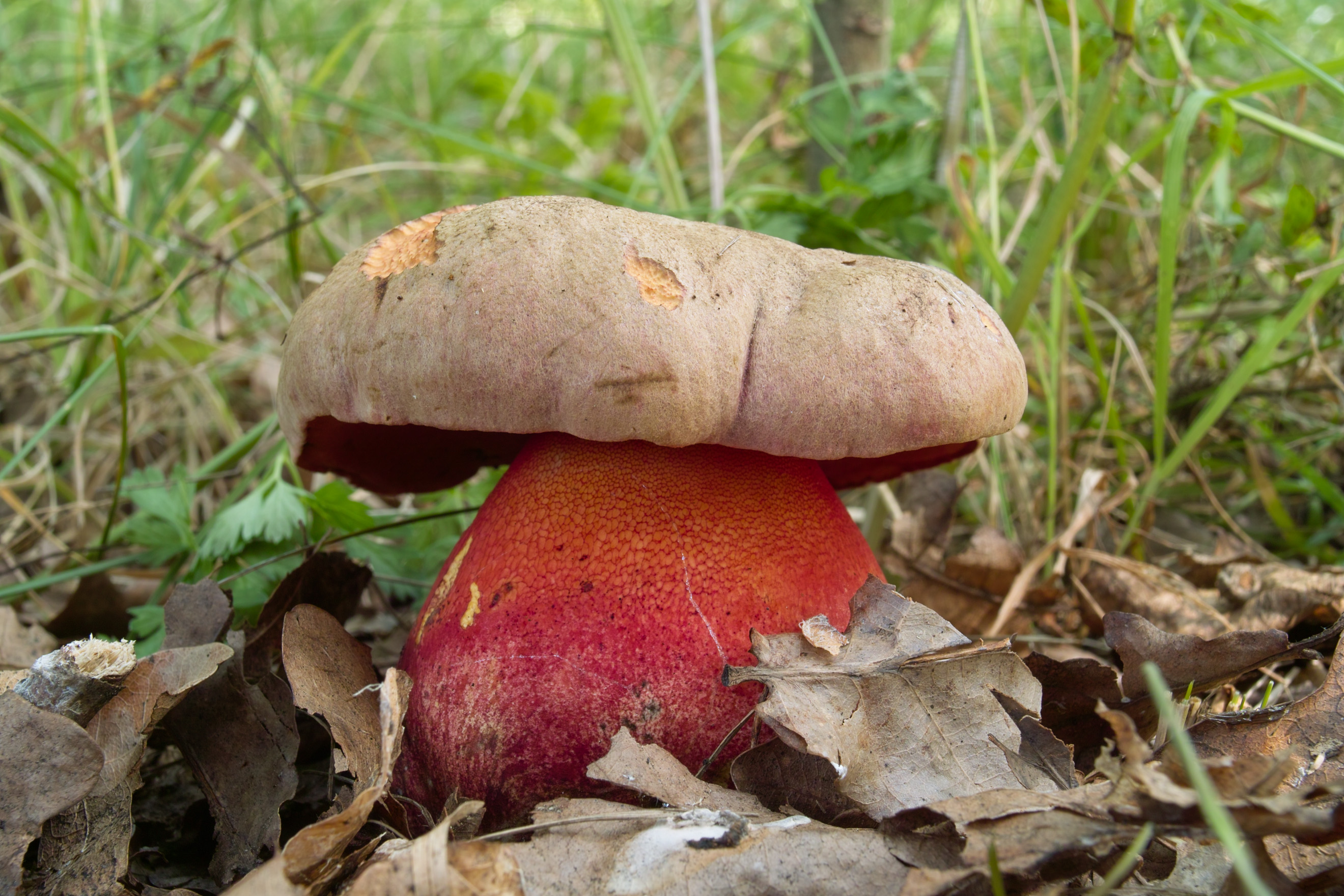
hřib Le Galové
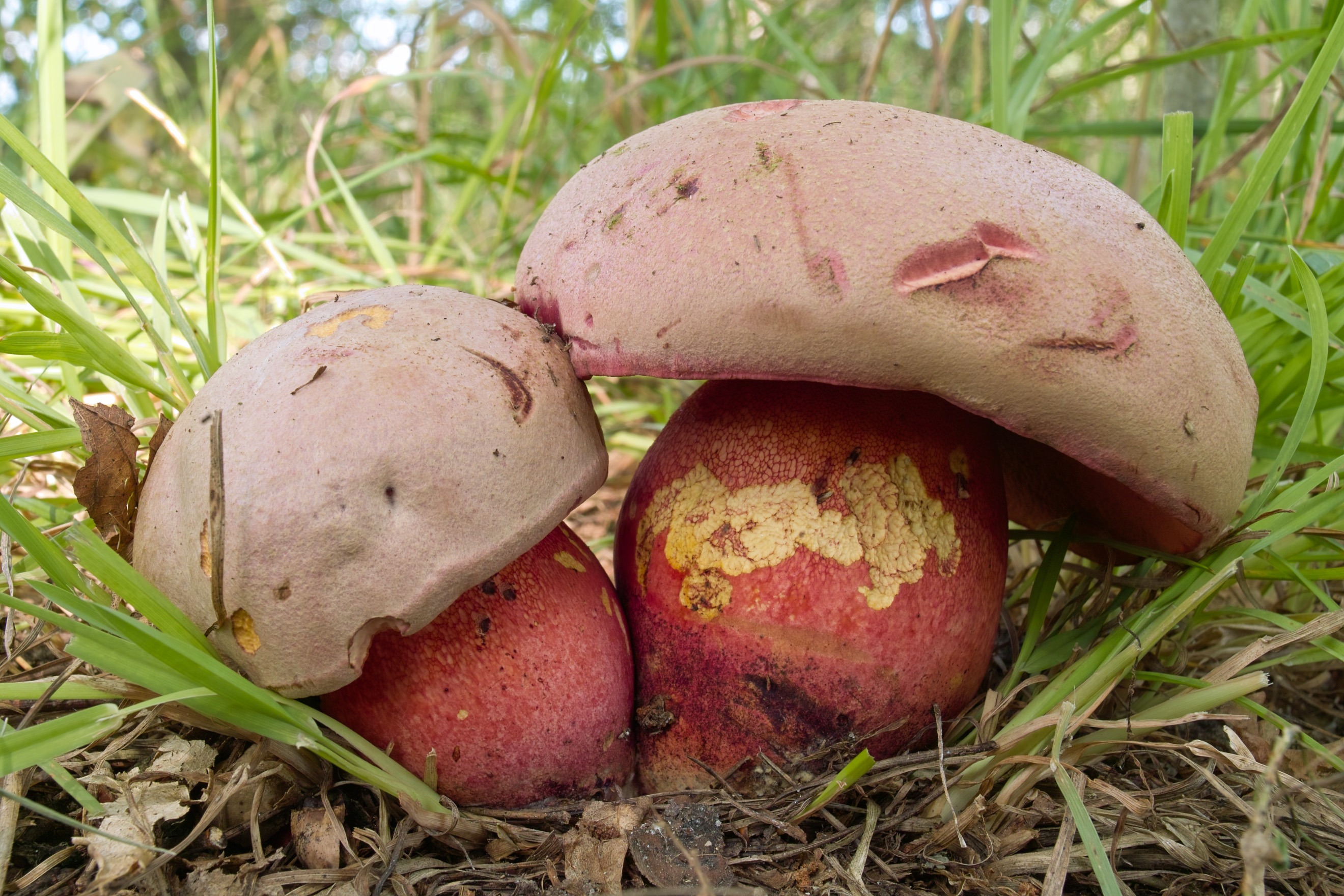
hřib Le Galové
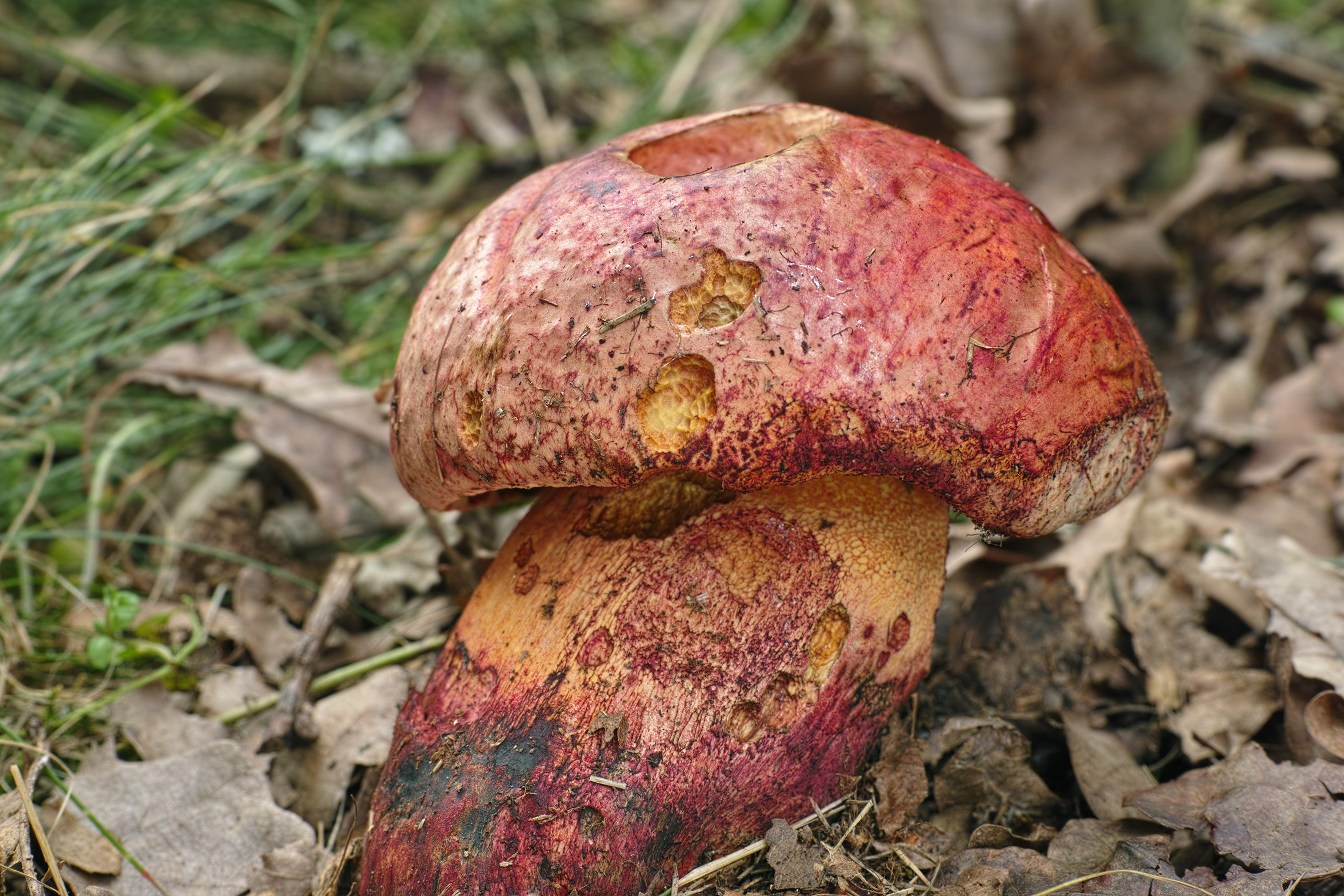
hřib rudonachový
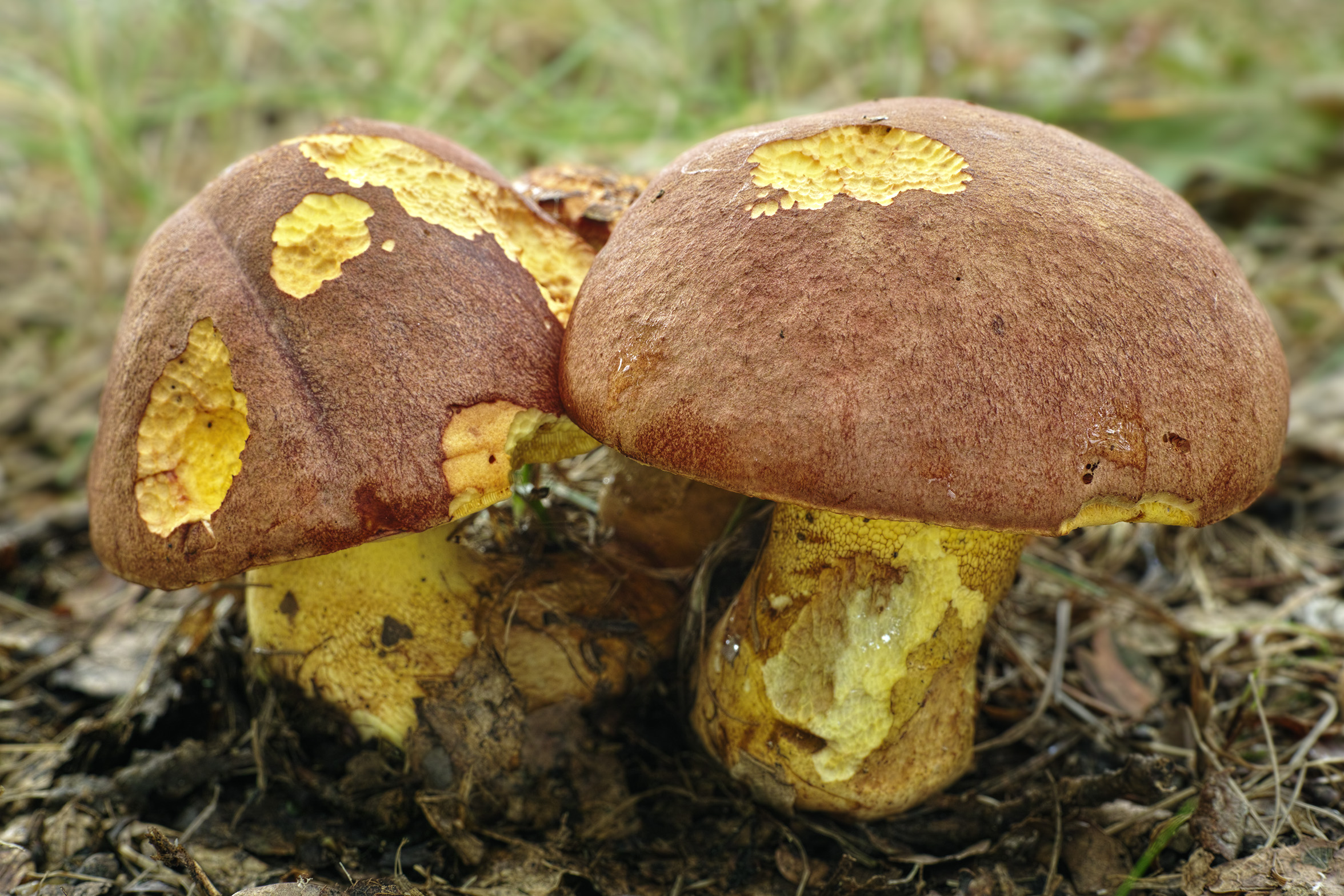
hřib přívěskatý
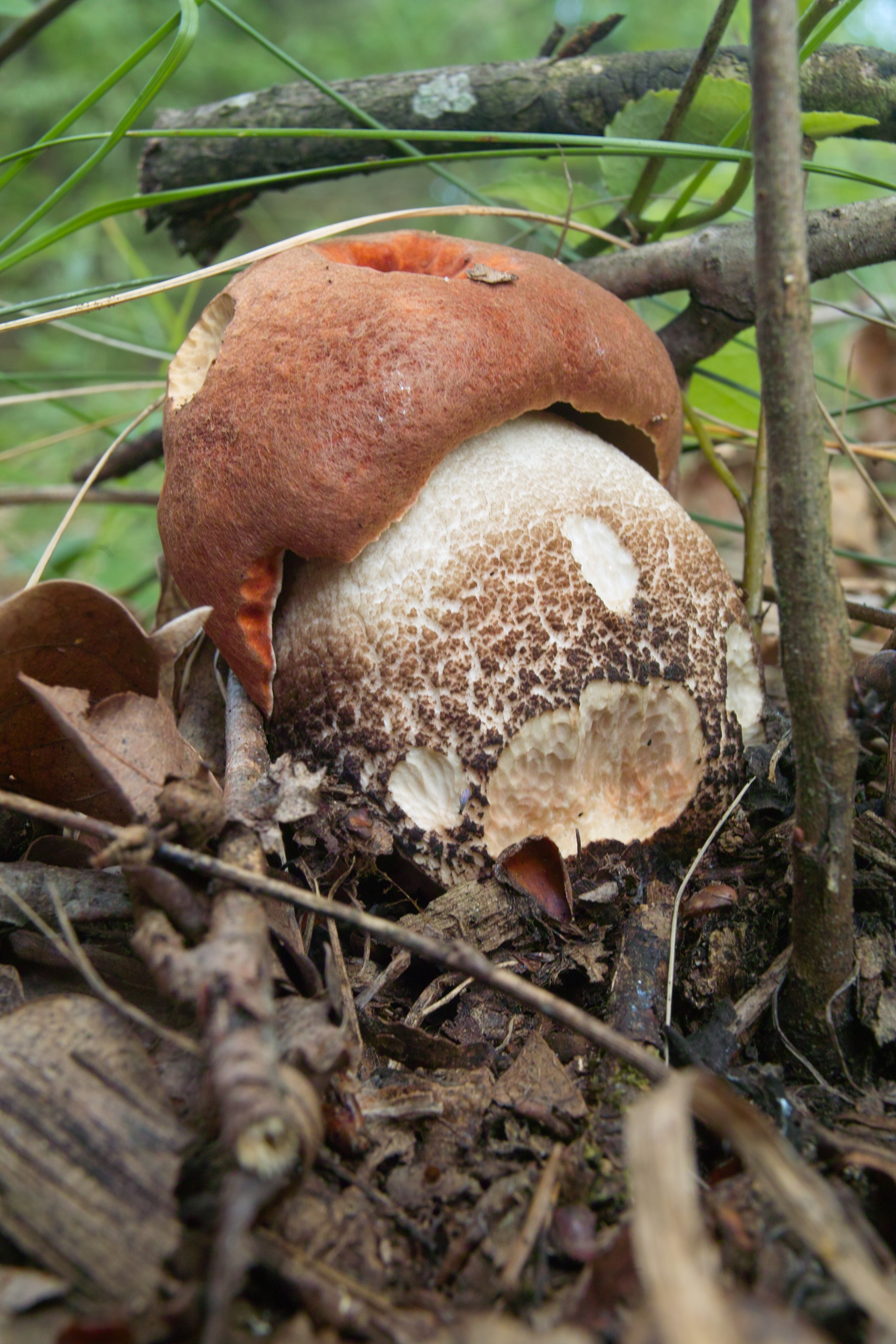
křemenáč dubový
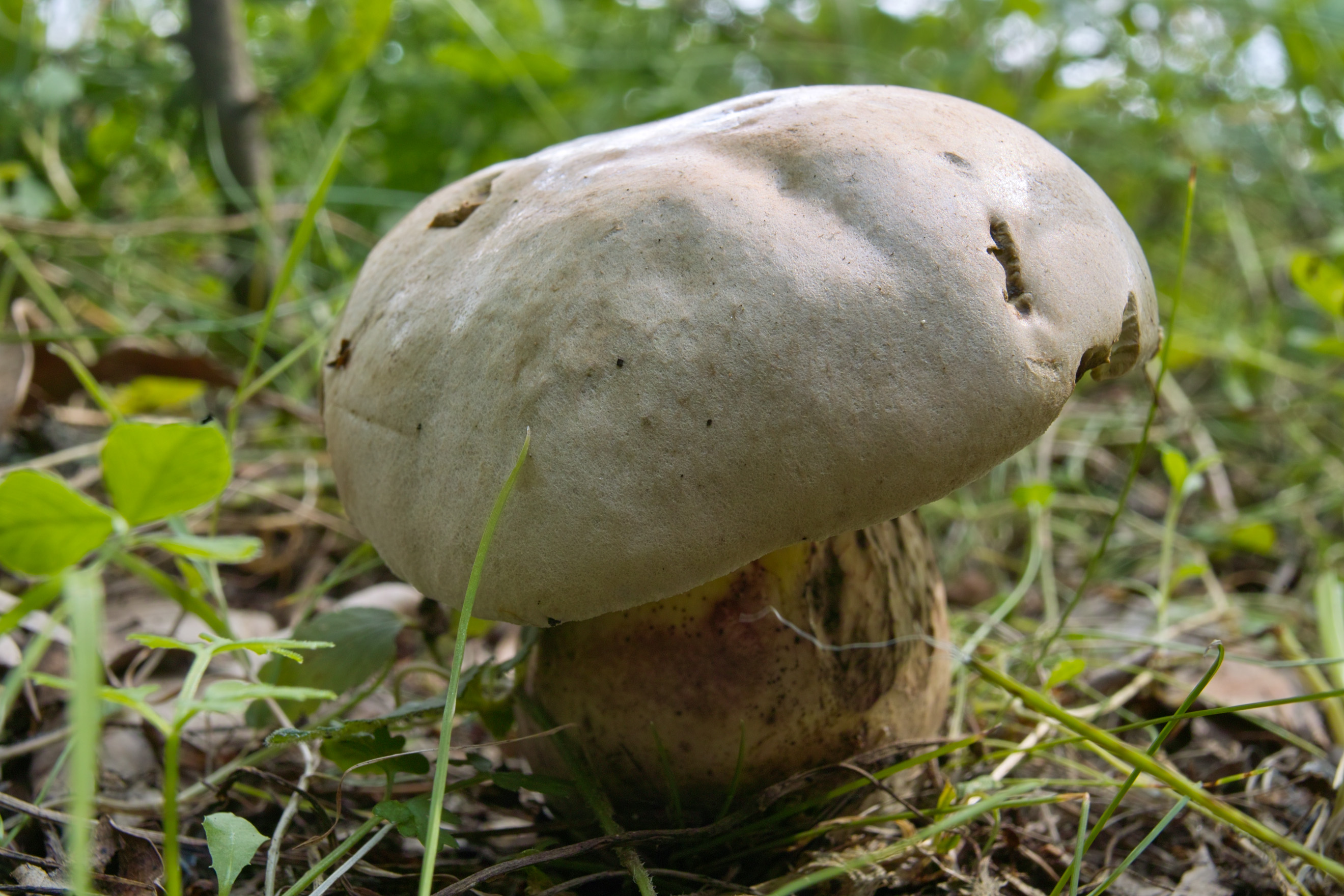
hřib medotrpký
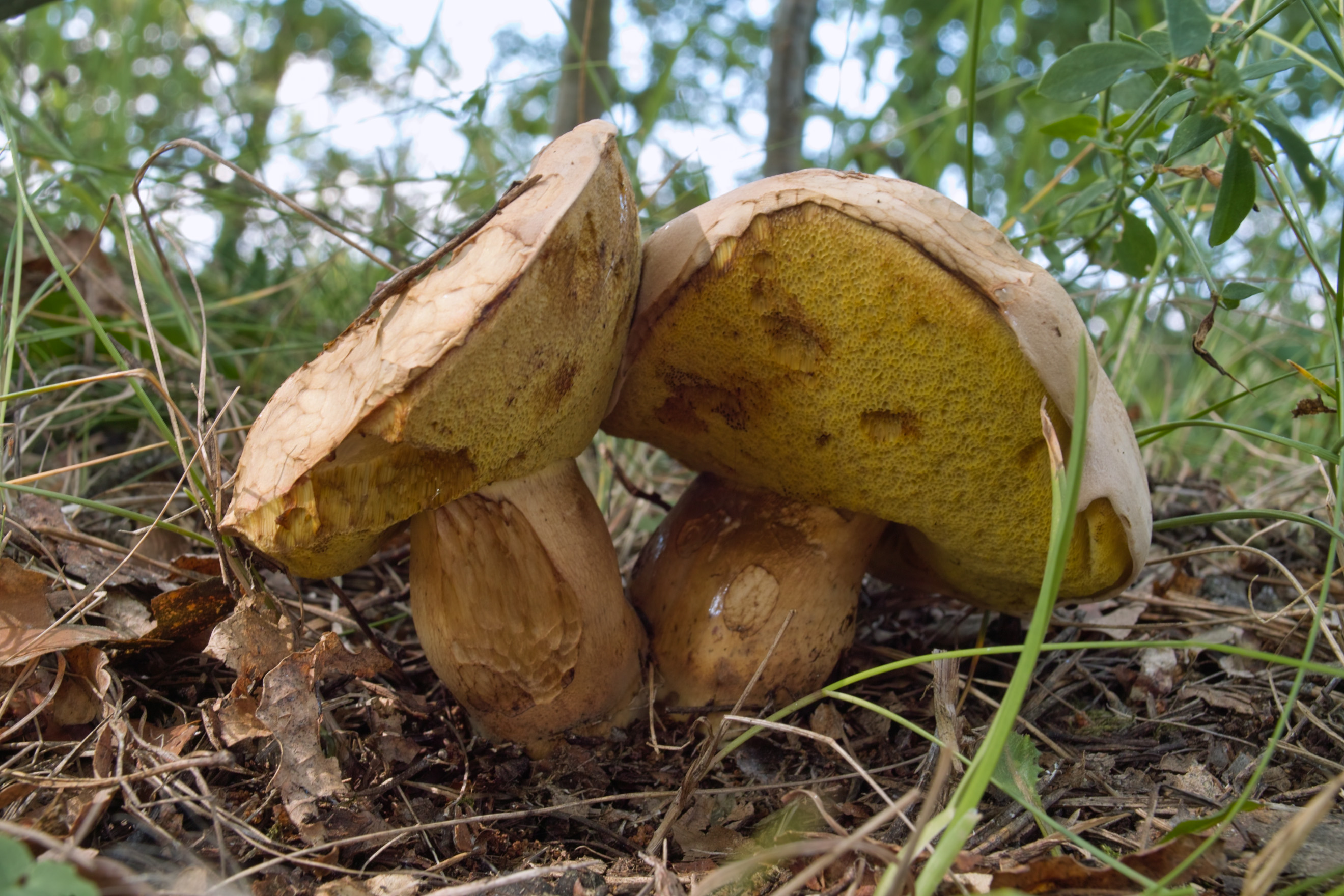
hřib medotrpký
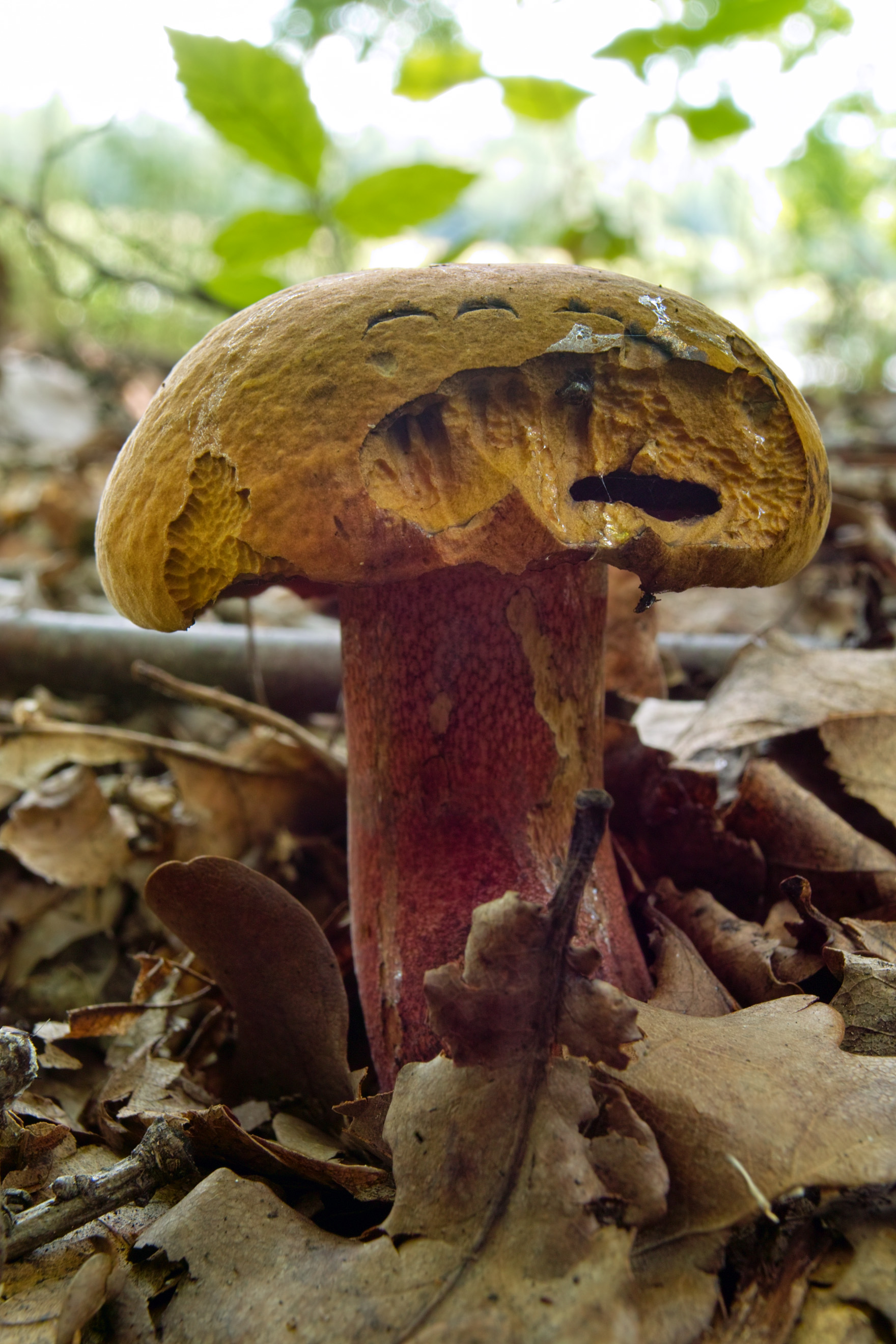
hřib kovář
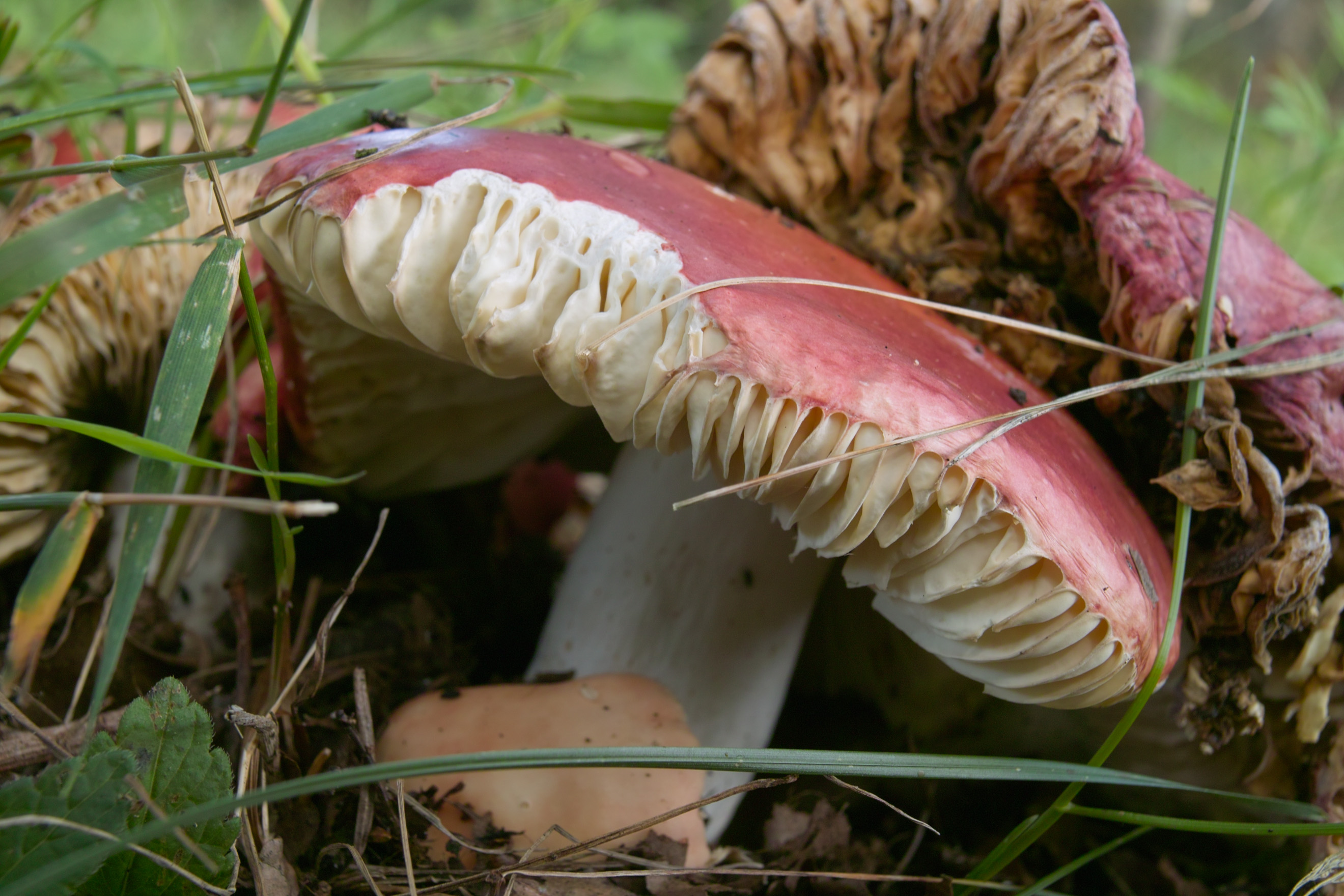
holubinka ruměná
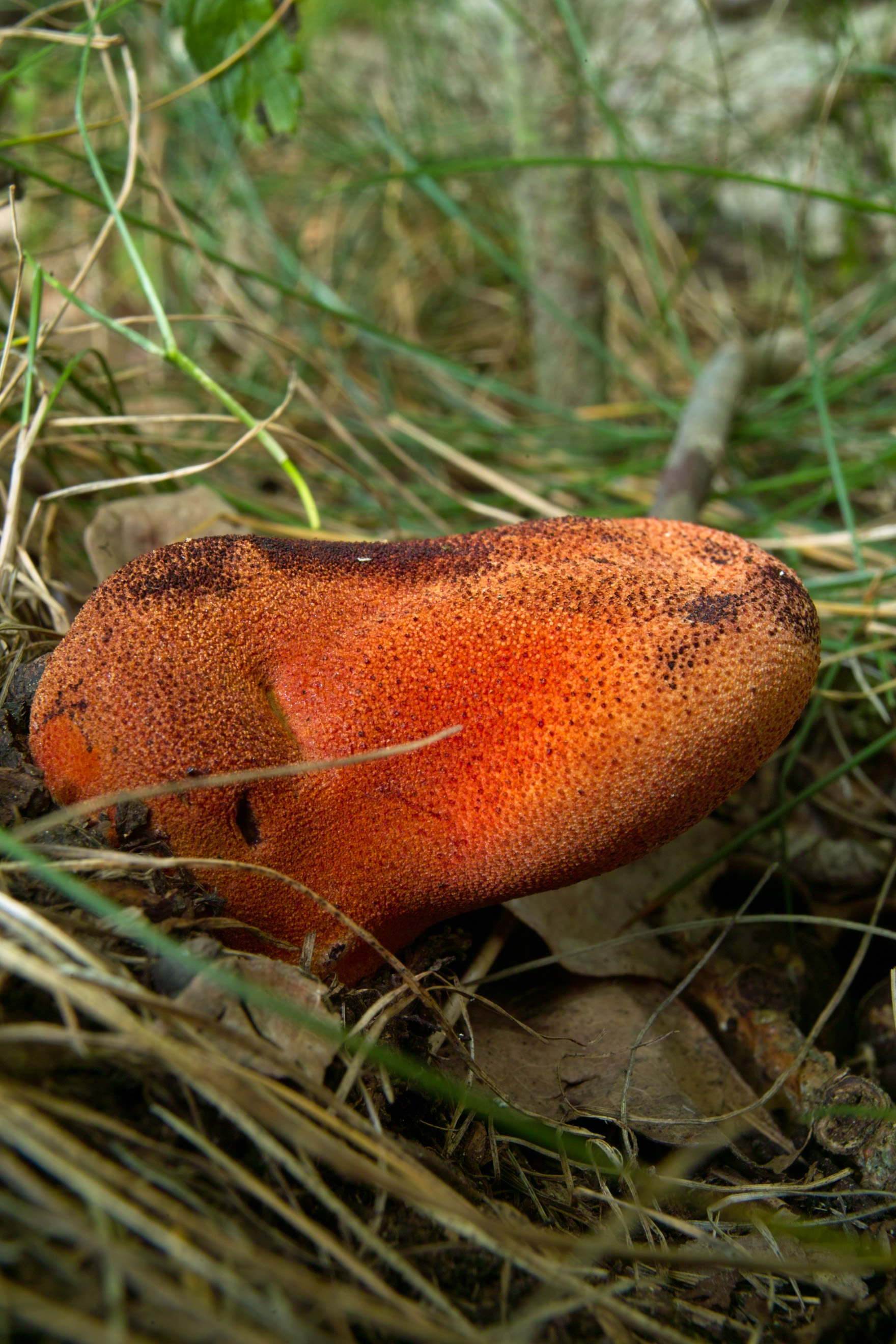
pstřeň dubový